# Jiří Třmínek
Jiří Třmínek (* 23. března 1933) je bývalý český silniční motocyklový závodník.

## Závodní kariéra
V místrovství Československa startoval v letech 1959-1961 v kategorii sidecarů jako spolujezdec Rudolfa Sůvy. V celkové klasifikaci skončili v letech 1959 a 1960 na 2. místě.

## Umístění
- Mistrovství Československa silničních motocyklů
  - 1959 sidecary - 2. místo
  - 1960 sidecary - 2. místo
  - 1961 sidecary - nebodovali